# Dimitrovgrad (Russie)
Pour les articles homonymes, voir Dimitrovgrad.
Dimitrovgrad (en russe : Димитровград) est une ville de l'oblast d'Oulianovsk, en Russie. Sa population s'élevait à 118 513 habitants en 2014.

## Géographie
Elle est située à l'extrémité orientale du réservoir de Kouïbychev, au débouché de la rivière Tcheremchan, et se trouve à 80 km à l'est d'Oulianovsk, 170 km au sud de Kazan et 120 km au nord de Samara. La ville est le chef-lieu du raïon de Melekess dont la municipalité ne fait pas partie.

## Galerie

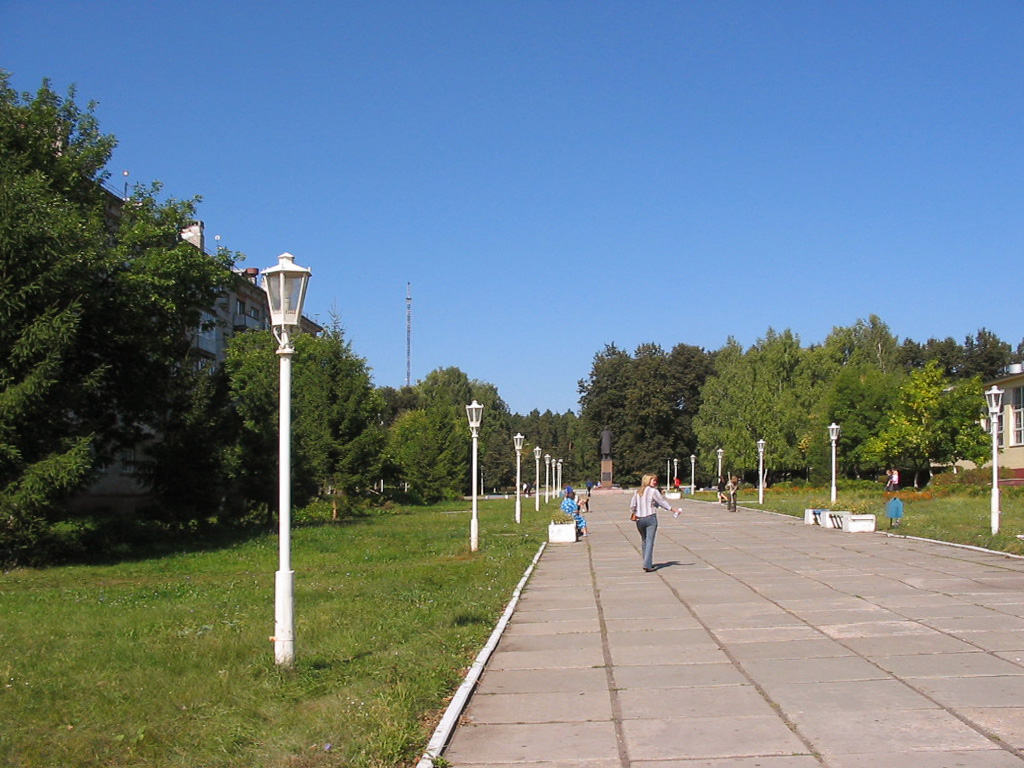
Dimitrovgrad : rue Terechkova.
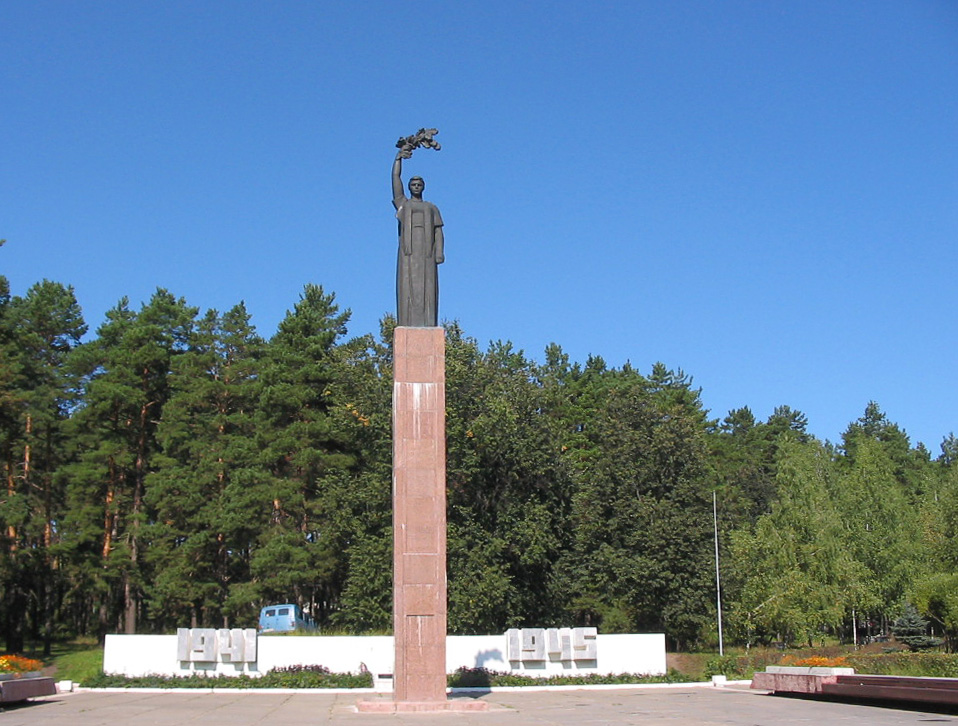
Monument du 30e anniversaire de la Victoire.

## Histoire
La ville a successivement été nommée Tchouvachi Melekess, Rousski Melekess, puis rebaptisée en 1972 Dimitrovgrad, du nom du dirigeant communiste bulgare Gueorgui Dimitrov.
C'est une ville tournée vers la recherche nucléaire et elle héberge un réacteur à neutrons rapides (BOR-60).

### Institut de recherche nucléaire NIIAR
L'institut de recherche dans le domaine des réacteurs nucléaires (NIIAR) de Dimitrovgrad est fondé en 1956 à l’initiative de l’académicien et physicien Igor Kourtchatov. Depuis 60 ans, l’institut mène des recherches scientifiques et technologiques dans le domaine de l’énergie nucléaire civile.
Depuis 2008, le centre NIIAR est intégré au sein d'Atomenergoprom, une holding de l’industrie nucléaire, dont le Conseil de direction est présidé par Sergueï Kirienko, lui-même président de Rosatom, l’Agence fédérale russe de l'énergie atomique.

## Politique et administration

### Résultats électoraux
La ville se trouve dans la circonscription législative fédérale d'Oulianovsk (n°187).
| Scrutin             | 1er tour | 1er tour | 1er tour | 1er tour | 1er tour  | 1er tour | 1er tour | 1er tour | 1er tour | 1er tour | 1er tour | 1er tour | 2d tour                  | 2d tour                  | 2d tour                  | 2d tour                  | 2d tour                  | 2d tour                  | 2d tour                  | 2d tour                  |
| Scrutin             | 1er      | 1er      | %        | 2e       | 2e        | %        | 3e       | 3e       | %        | 4e       | 4e       | %        | 1er                      | %                        | 2e                       | %                        | 3e                       | %                        | 4e                       | %                        |
| ------------------- | -------- | -------- | -------- | -------- | --------- | -------- | -------- | -------- | -------- | -------- | -------- | -------- | ------------------------ | ------------------------ | ------------------------ | ------------------------ | ------------------------ | ------------------------ | ------------------------ | ------------------------ |
| Présidentielle 2012 |          | ER       | 52,83    |          | KPRF      | 28,19    |          | SE       | 7,25     |          | LDPR     | 7,13     | Victoire au premier tour | Victoire au premier tour | Victoire au premier tour | Victoire au premier tour | Victoire au premier tour | Victoire au premier tour | Victoire au premier tour | Victoire au premier tour |
| Législatives 2016   |          | KPRF     | 32,27    |          | ER        | 29,99    |          | LDPR     | 18,80    |          | KR       | 4,75     | Tour unique              | Tour unique              | Tour unique              | Tour unique              | Tour unique              | Tour unique              | Tour unique              | Tour unique              |
| Présidentielle 2018 |          | ER       | 68,51    |          | KPRF      | 19,68    |          | LDPR     | 6,68     |          | GRANI    | 1,09     | Victoire au premier tour | Victoire au premier tour | Victoire au premier tour | Victoire au premier tour | Victoire au premier tour | Victoire au premier tour | Victoire au premier tour | Victoire au premier tour |
| Législatives 2021   |          | KPRF     | 39,00    |          | ER        | 29,46    |          | NL       | 7,99     |          | LDPR     | 7,23     | Tour unique              | Tour unique              | Tour unique              | Tour unique              | Tour unique              | Tour unique              | Tour unique              | Tour unique              |
| Gouvernorale 2021   |          | KPRF     | 79,04    |          | Les Verts | 6,16     |          | LDPR     | 5,93     |          | NL       | 5,79     | Victoire au premier tour | Victoire au premier tour | Victoire au premier tour | Victoire au premier tour | Victoire au premier tour | Victoire au premier tour | Victoire au premier tour | Victoire au premier tour |

## Population
Recensements (*) ou estimations de la population
| 1897* | 1926*  | 1939*  | 1959*  | 1970*  | 1979*   |
| ----- | ------ | ------ | ------ | ------ | ------- |
| 5 800 | 18 000 | 32 485 | 50 696 | 81 350 | 105 958 |

| 1989*   | 2002*   | 2010*   | 2012    | 2013    | 2014    |
| ------- | ------- | ------- | ------- | ------- | ------- |
| 123 570 | 130 871 | 122 580 | 121 487 | 119 999 | 118 513 |

## Religion
Dimitrovgrad est le siège de l'éparchie de Melekess, érigée en 2012, comprenant sept doyennés. Il est à la cathédrale de la Transfiguration-du-Sauveur.

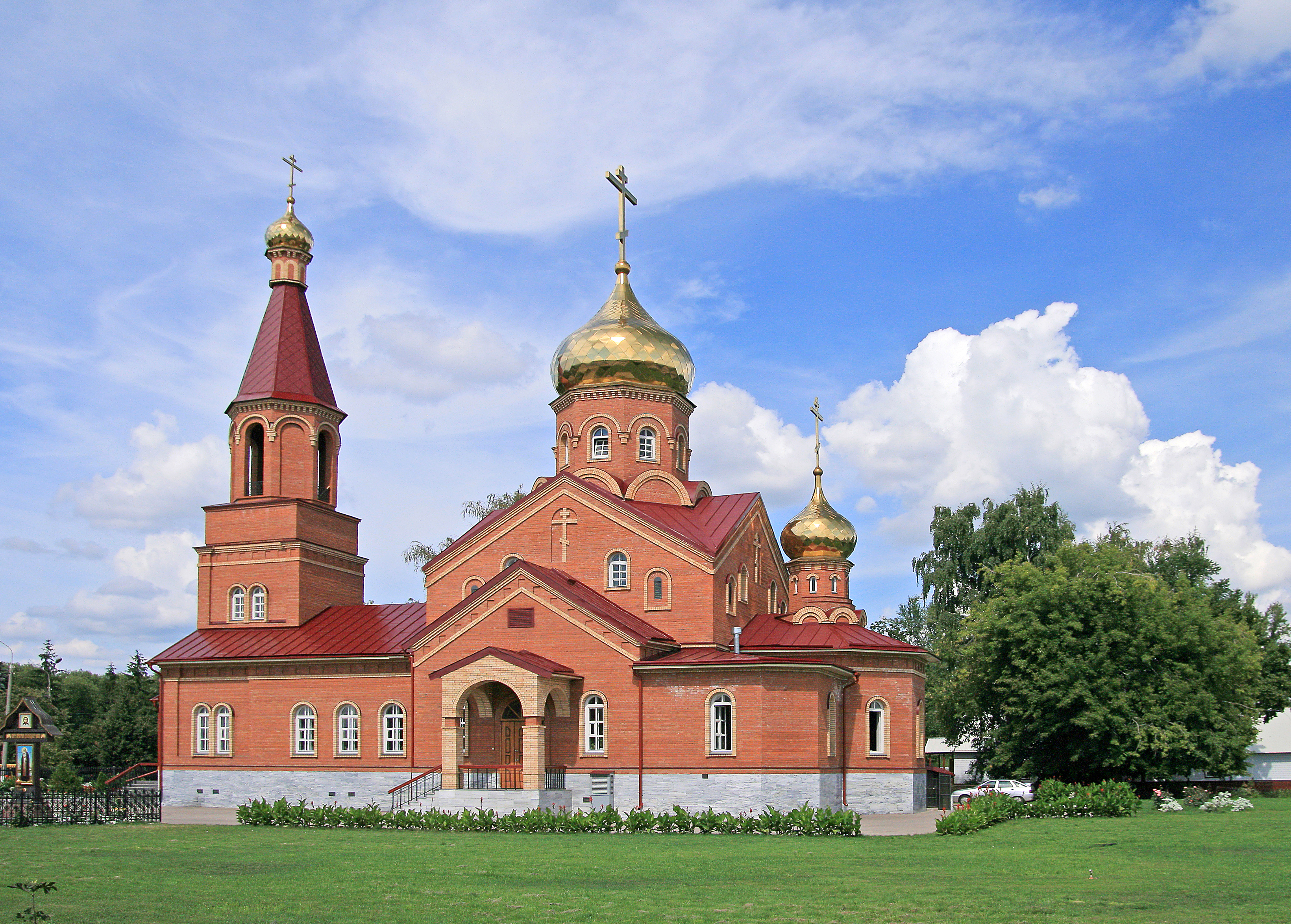
Cathédrale orthodoxe de Dimitrovgrad.

## Personnalités liées à la ville
- Piotr Kolomine, as de l'aviation et Héros de l'Union soviétique
- Stanislav Donets, nageur, multiple champion d'Europe, multiple champion du monde, actuel record d'Europe en 100 m dos
- Elena Galitskaïa, chanteuse d'opéra
- Sergey Kazakov, boxeur, multiple champion d'Europe, champion du monde